# 章武郡
章武郡，中國東漢时设置的郡。

## 建置沿革
漢獻帝建安中，曹操分河間國置章武郡，治所在东平舒县（今河北省大城县），属冀州。辖境相当今河北省大清河、海河以南，文安、大城以东，沧州市海兴以北地。領四縣：東平舒、文安、章武、束州。
晉武帝咸寧三年（277年），徙封河間王司馬威為章武王，改章武郡為章武國。永嘉之亂後，復為章武郡。
十六國時期，章武郡相繼為後趙（314年－350年）、冉魏（350年）、前燕（350年－370年）、前秦（370年－384年）、後燕（384年－396年）所有。
北魏時，東平舒縣改稱平舒縣，河間郡成平縣改屬章武郡。孝文帝太和十一年（487年），分冀州置瀛州，章武郡屬之；分章武郡、勃海郡置浮陽郡，章武縣屬之。北魏宣武帝景明初，浮陽郡併入章武郡，孝明帝熙平二年（517年）復置。正光中，分浮陽郡章武縣置西章武縣，屬章武郡。至此，章武郡領五縣：成平、平舒、束州、文安、西章武。
北齊時，省并束州、西章武二縣，餘成平、平舒、文安三縣。隋文帝開皇三年（583年），廢章武郡，領縣直屬瀛州。

## 人口
- 晉武帝太康中（280年－289年），章武國有13000戶。[1]
- 東魏孝靜帝武定中（543年－550年），章武郡有38754戶，162870口。[4]

## 行政長官

### 章武太守（210年代－277年）
- 殷襃，陈郡长平人，曹魏時在任。[6]
- 曹志，字允恭，譙國譙人，晉武帝泰始中在任。[7]

### 章武內史（319年－330年）
- 樊垣，後趙五年（323年）前後在任。[8]

### 章武太守（337年－384年）
- 賈堅，冉魏永興元年（350年）離任。[9]
- 慕容評，前燕慕容儁三年（350年）出任。[10]
- 鮮于亮，前燕元璽五年（356年）離任。[11]
- 李績，前燕光壽四年（360年）出任。[12]

### 章武太守（396年－577年）
- 張仲慮，太原中都人，北魏孝文帝太和中在任。[13]
- 祖珽，字孝徵，范陽遒人，北齊廢帝乾明元年（560年）拜，未之官。[14]
- 魏敬仲，鉅鹿下曲陽人，北齊時在任。[15]

## 國主
- 章武王司馬威，277年－288年在位。
- 章武王司馬混，288年－311年在位，314年國土淪陷。
- 赵公石勒，318年－319年在位，章武郡為趙國封內的十三郡之一。
- 赵王石勒，319年－330年在位，章武郡為趙國封內的二十四郡之一。[16]
- 章武王石斌，333年－337年在位。
- 章武王慕容宙，後燕時在位。